# مطریه
مطریه (عربی: مطریة) یکی از محله‌های شهر قاهره است. این محله بخاطر وجود آثار باستانی از جمله ستون یادبود سنوسرت معروف است. سنوسرت یکی از فرعون‌های مصر از دودمان دوازدهم بود.

## نگارخانه

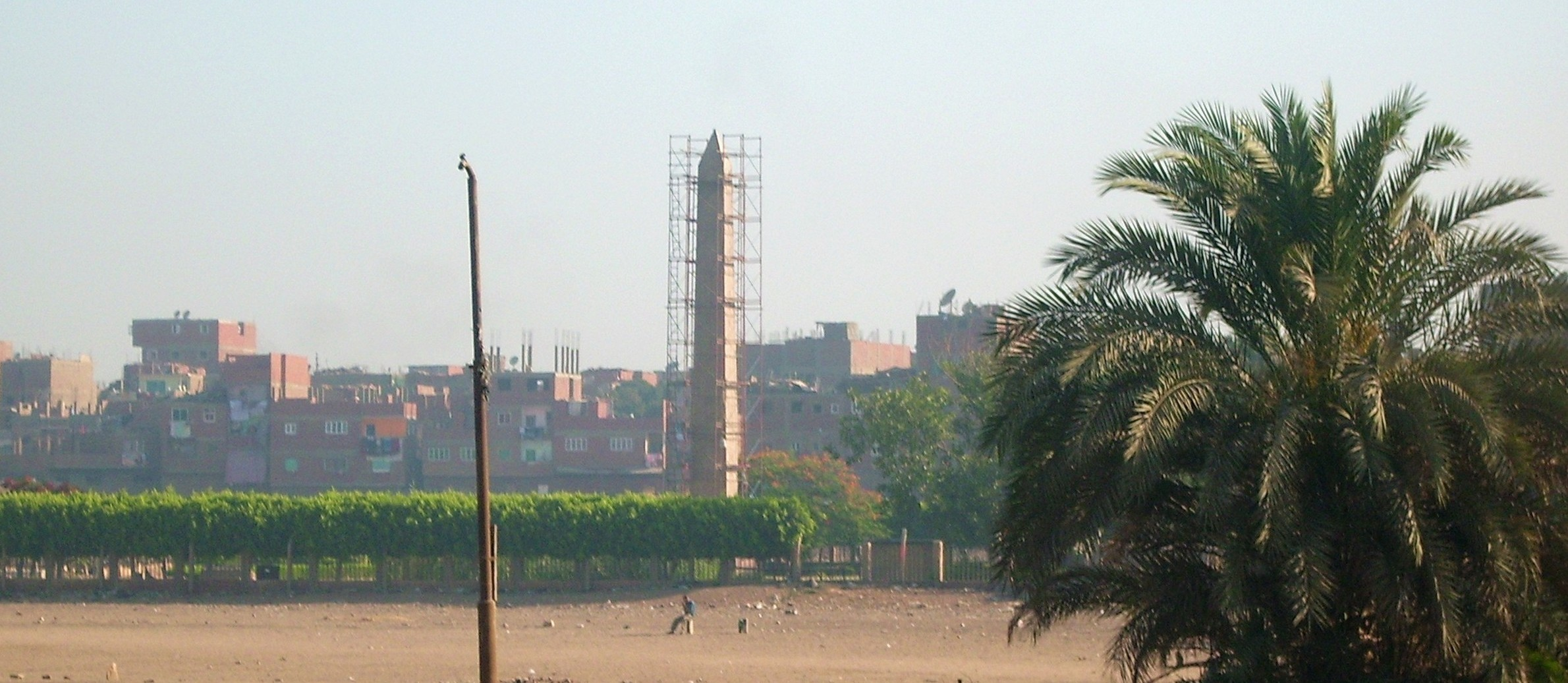
مسلة المطریة
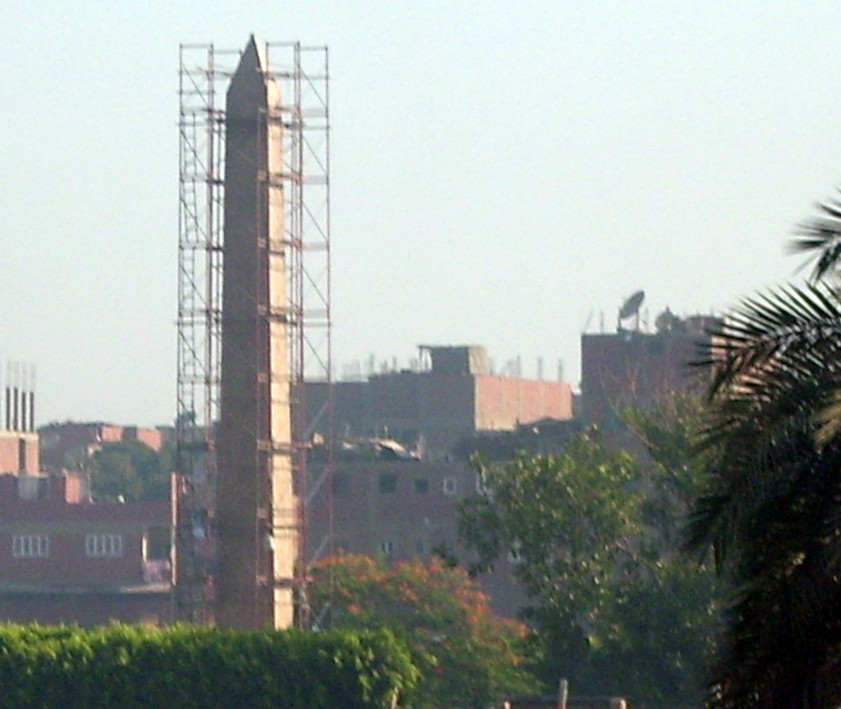
مسلة الملک سنوسرت الأول